# Banowina primorska
Banowina primorska (serb.-chorw. Приморска бановина / Primorska banovina) – jednostka podziału terytorialnego Królestwa Jugosławii w latach 1929–1939. Obejmowała tereny dzisiejszej Chorwacji (północnej i środkowej Dalmacji) oraz przyległy pas Bośni i Hercegowiny. Według danych spisu powszechnego z 1931 ludność liczyła 76,8% katolików, 15,3% prawosławnych, 7,7% muzułmanów. W 1939 w całości weszła w skład nowo utworzonej autonomicznej Banowiny Chorwacji.
Banami banowiny primorskiej byli:
1. Ivo Tartaglia – 1929-32
2. Josip Jablanović – 1932-38
3. Mirko Buić – 1938-39